# Antoni de Capmany de Montpalau i de Surís

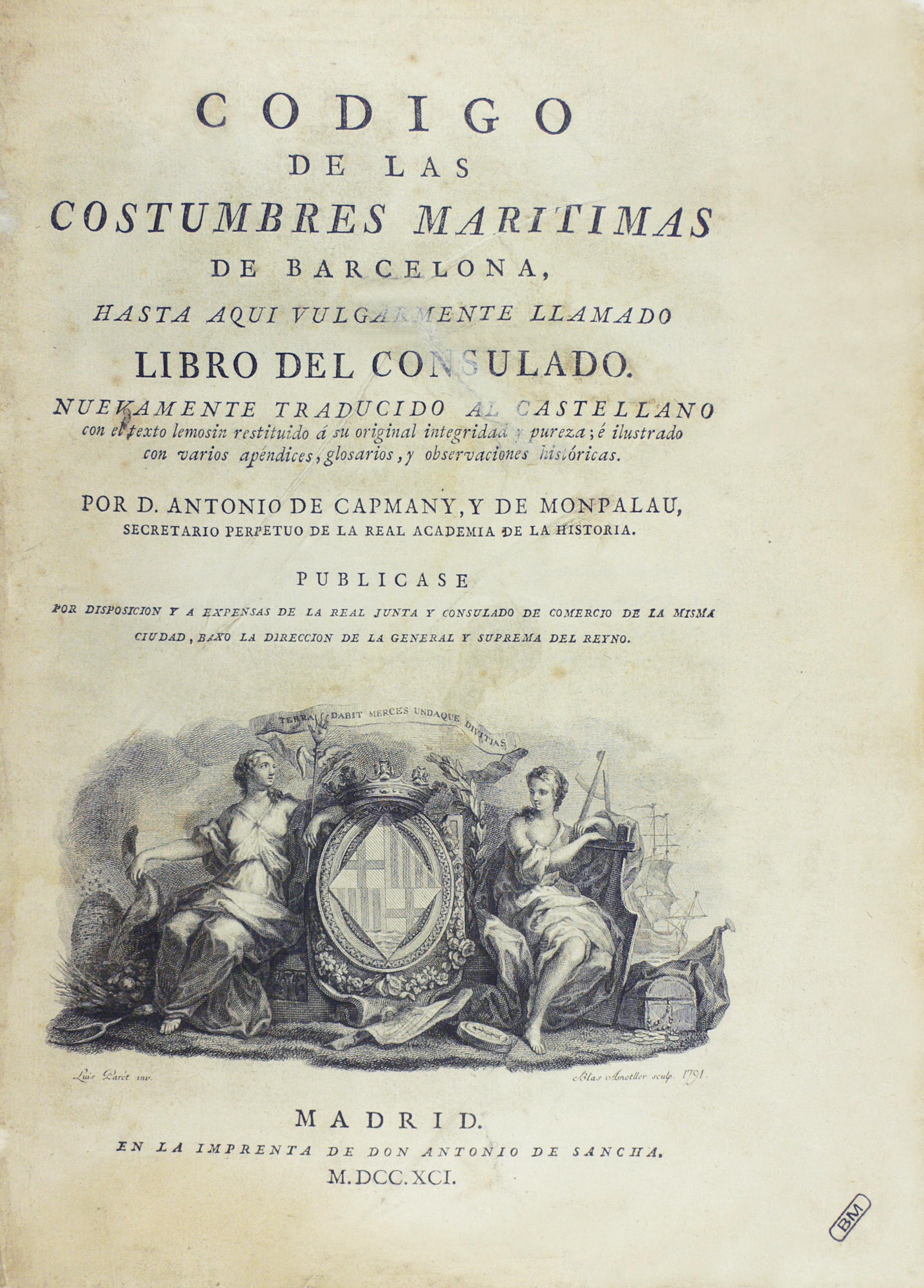
Libro del Consulad, 1791.

Antoni de Capmany de Montpalau i de Surís (Barcelona, 24 de novembre de 1742 - Cadis, 14 de novembre de 1813) fou un historiador, filòleg i polític català. Un retrat seu forma part de la Galeria de Catalans Il·lustres de l'Ajuntament de Barcelona.

## Orígens familiars
El seu avi fou Jeroni de Capmany, noble de Girona i doctor en ambdós drets, tot i que havia nascut a Barcelona. Fou investit cavaller de Catalunya el 1671, i entrà a la confraria de Sant Jordi. Va ser jurat segon de Girona el 1678 i el 1682. El 1700 esdevingué claver de la confraria a Girona. Tenia la casa al carrer de l'Albareda i era professor de dret a l'Estudi General des del 27 d'octubre de 1659. El seu pare fou Jeroni de Capmany de Montpalau [o Campmany, o Gerònym Capmany y Monpalau] i la seva mare Gertrudis Surís. El 1776 el seu pare, funcionari de l'ajuntament de Barcelona, va enviar una carta al ministre Campomanes recordant-li que abans del 1714 els menestrals formaven part del govern municipal, i li deia que Barcelona «por muchos siglos havía sido más libre que todas ciudades anseáticas del Norte y más santa que la antigua Jerusalén»; el motiu era que el ministeri de Madrid volia abolir els gremis.

## Joventut
Estudià gramàtica, lògica i humanitats al Seminari Tridentí de Barcelona. Després ingressà amb el grau de cadet a l'exèrcit i serví al Regimiento de dragones de Mérida. Passà després amb el grau de sotstinent al Regiment de tropes lleugeres de Catalunya i participà en la invasió de Portugal l'any 1762. El 1770 demanà l'excedència a l'exèrcit i tornà a la vida civil, dedicant-se fonamentalment a l'estudi de la història i de la literatura.

## Vida pública
Col·laborà en el projecte de Pablo de Olavide que pretenia portar famílies centreeuropees per tal de repoblar la Sierra Morena d'Andalusia. Fou nomenat també editor dels tractats de pau dels regnats de Felip V, Ferran VI, Carles III i Carles IV, que es van publicar l'any 1812. Es va enfrontar en polèmica a Gaspar Melchor de Jovellanos i Pedro Rodríguez de Campomanes defensant la pervivència dels gremis.
Durant els governs de Godoy es va mantenir al marge de l'activitat oficial, mostrant el seu recel cap a les noves idees que venien de França, pel que veia en les velles tradicions el millor mitjà de combatre-les. El 1808, en començar la Guerra del Francès, a la seva publicació El Sentinella contra els francesos incitava als espanyols a una lluita a mort contra Napoleó Bonaparte, al que considerava la Anti-Espanya. Es va refugiar a Cadis on va dirigir la Gaseta de la Regència d'Espanya i Índies que es publicava en comptes de la Gaseta de Madrid.
| «                            | Debíamos temer que el plan de despotismo que va extendiendo el astuto Bonaparte por la Europa, despues de haberle probado bien Francia, vendria á planificarlo en España. A esto llama él regenerar, es decir, civilizar á su manera las naciones, hasta que pierdan su antiguo carácter y la memoria de su libertad. Igualarlo todo, uniformalo, simplificarlo, organizarlo, son palabras muy lisonjeras para los teóricos, y aun mas para los tiranos. Quando todo está raso y sólido, y todas las partes se confunden en una masa homogénea, es mas expedito el gobierno, porque es mas expedita la obediencia. [..] !Qué descansadamente gobierna el déspota entonces! [..] En la francia organizada, que quiere decir aherrojada, no hay mas que una ley, un pastor, y un rebaño, destinado por constitucion al matadero.[..] En Francia, pues, no hay provincias, ni naciones; no hay Provenza, ni provenzales; Normandia, ni normandos; se borraron del mapa sus territorios, y hasta sus nombres. Como ovejas, que no tienen nombre individual, sino la marca comun del dueño, les tiene señalados unos terrenos acotados, ya por riberas, ya por rios, ya por sierra, con el nombre de departamentos, como si dixéramos dehesas, y estos divididos en distritos, como si dixeramos majadas. Allí no hay patria señalada para los franceses, porque ni tiene nombre la tierra que les vió nacer, ni la del padre que los engendró, ni la madre que los parió: los montes y los rios les dan la denominacion como á las plantas y frutos de la tierra. Nacen y se crian en el campo, y mueren en el campo de batalla. Todos se llaman franceses, al monton, como quien dice carneros [..] Esta unidad é indivisibilidad, que convino entónces al mando despótico del Directorio, ha convenido despues al mas despótico de Bonaparte. [..] ¿Qué seria ya de los Españoles, si no hubiera habido Aragoneses, Valencianos, Murcianos, Andaluces, Asturianos, Gallegos, Extremeños, Catalanes, Castellanos, etc? Cada uno de estos nombres inflama y envanece, y de estas pequeñas naciones se compone la masa de la gran Nación, que no conocia nuestro sabio conquistador, á pesar de tener sobre el bufete abierto el mapa de España á todas horas. | » |
| — Centinela contra franceses | |   |

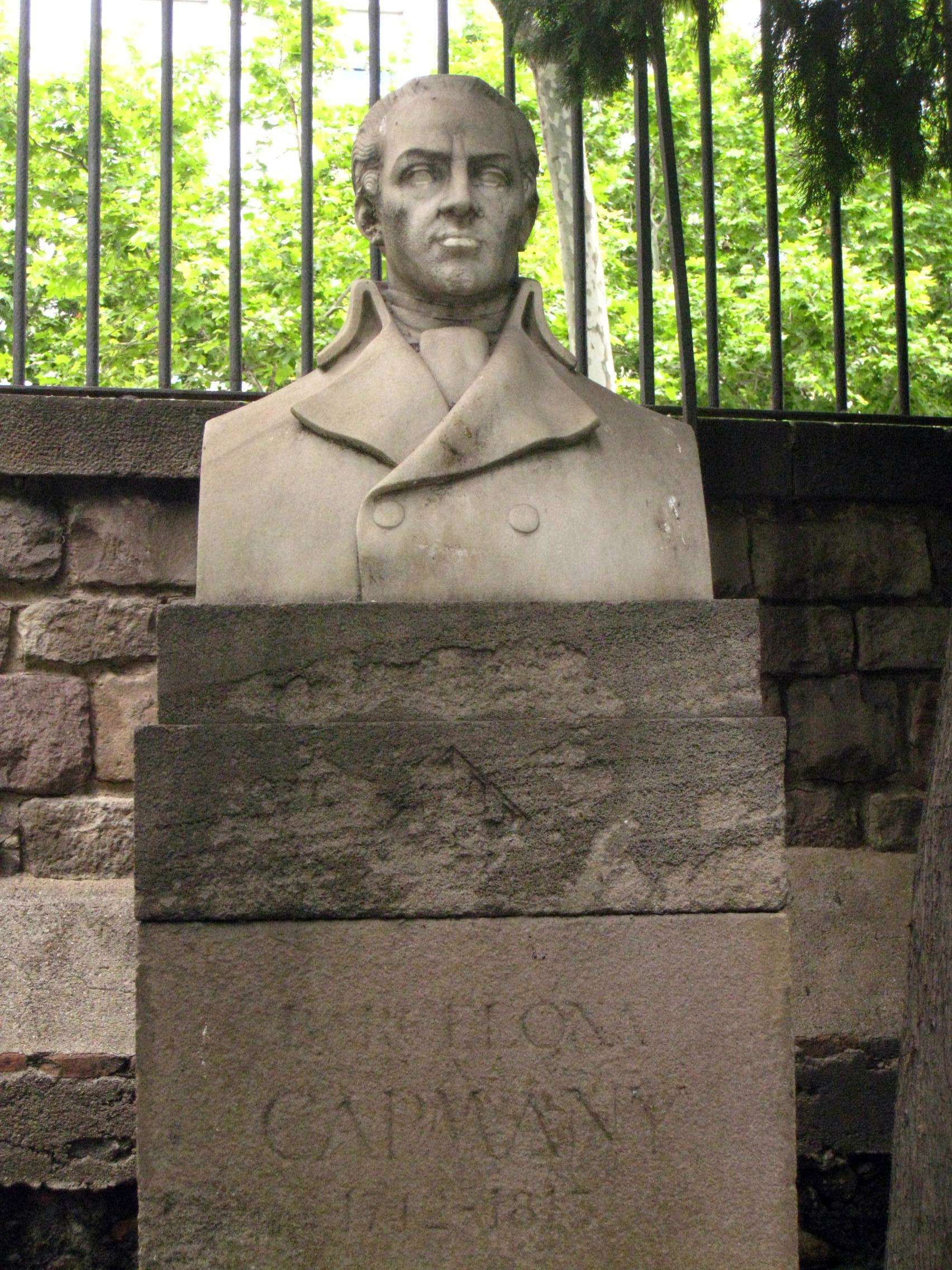
Antonio de Capmany de Montpalau y Surís, obra de l'escultor Frederic Marés.

Més tard fou diputat a les corts de Cadis i encarregat de la Gaceta del Gobierno. Va ser elegit diputat pel Principat de Catalunya. Liberal moderat, va pertànyer a la comissió que havia d'elaborar el Projecte de Constitució i, junt amb Agustín Argüelles i Jaume Creus i Martí, va formar part d'una junta especial d'inspecció per donar el vistiplau a l'esmentat Projecte, on es va acordar, entre altres disposicions, el fer un Diari de Sessions. També va pertànyer a la comissió d'onze diputats, encarregada d'elaborar el projecte de llibertat d'impremta, que va defensar amb gran entusiasme i a la comissió de dotze diputats encarregada d'elaborar el reglament interior de les Corts. En les sessions constituents de la Constitució Espanyola de 1812 es feu famosa la seva frase:
| « | hasta el año 1714, en que las armas de Felipe V, más poderosas que las leyes, hicieron callar todas las instituciones libres en Cataluña, y Barcelona recibió un ayuntamiento bajo la planta aristocrática de las demás ciudades de Castilla. | » |

A ell es va deure també la iniciativa que a la plaça principal de tots els pobles d'Espanya es col·loqués una làpida commemorant la promulgació de la Constitució. Va tornar a ser diputat, suplent, per Catalunya a les Corts Ordinàries de 1813, però víctima d'una epidèmia moria a Cadis aquell mateix any. Les seves restes foren portades en 1877 a Barcelona, al Cementiri del Poblenou; dipositades en la capella, desaparegueren en l'incendi i profanació de 1936.

## Trajectòria acadèmica
Va ser membre de la Reial Acadèmia de la Història el 1776, sent nomenat secretari perpetu el 1790. Fou membre de l'Acadèmia de Bones Lletres de Barcelona (1782). Escrivint sempre en castellà, fou autor de multitud de llibres sobre filologia i història de Barcelona, destacant les Memorias históricas sobre la marina, comercio y artes de la antigua ciudad de Barcelona (1779-92), fonamentals per als intel·lectuals de la Renaixença catalana.
Altres obres seves foren:
- Filosofia de la eloqüencia (1776)
- Filosofía de la elocuencia. Nueva Edición. Antonio Oliva Impresor de S.M. Gerona, 1826.
- Discursos analíticos sobre la formación y perfección de las lenguas, 1776.
- Discurso económico-político en defensa de los menestrales, 1778 (Discurs econòmic-polític en defensa del treball mecànic, dels menestrals i de la influència dels seus gremis en els costums populars, conservació de les arts i honra dels artesans).
- Código de las costumbres marítimas de Barcelona on reproduïx el Llibre del Consolat de Mar de Barcelona, 1783.
- Teatro historico-critico de la eloquencia española (1786) Tom IV, Tom V,
- Antiguos tratados de paces y alianzas entre algunos reyes de Aragon y diferentes principes infieles de Asia y Africa, desde el siglo XIII hasta el XV 1786
- Ordenanzas de las armadas navales de la Corona de Aragón, 1787.
- Apéndice a las costumbres marítimas del libro del consulado, 1791
- Memòries històriques sobre la marina, el comerç i les arts de l'antiga ciutat de Barcelona (4 vols 1779-1792)
- Nuevo diccionario francés-español (Imprenta de Sancha, 1805)
- Qüestiones criticas sobre varios puntos de história: económica, política, y militar (Imp. Real, 1807)
- Centinela contra franceses (1808)
- Práctica y estilo de celebrar cortes en el Reino de Aragón, Principado de Cataluña y Reino de Valencia y una noticia de las de Castilla y Navarra (en castellà).  Madrid: Imprenta de don José del Collado, 1821. (edició pòstuma a la imprenta de don José del Collado, 1821)
- Tesoro de los prosadores españoles: desde la formación del romance castellano hasta fines del siglo XVIII (obra pòstuma amb selecció d'extractes del Teatro historico-critico de la eloquencia española feta per Eugenio Ochoa, Baudry, Librería Europea, 1841)
- Observaciones críticas sobre la excelencia de la lengua castellana  dins de Fundamento del vigor y elegancia de la lengua castellana, 2a ed. de Gregorio Garces, 1852, Madrid)
- Museo histórico que comprende los principales sucesos de España y el extranjero, como asi mismo toda la parte artistica y monumental de los principales paises (Tomo II) (en castellà). 2a edició.  Madrid: Imp. Cristóbal González, 1862.